# Донг Кхань
Донг Кхань (в'єт. Đồng Khánh; 19 лютого 1864 — 28 січня 1889) — 9-й імператор династії Нгуєн в державі Дайнам, який номінально володарював в 1885—1889 роках. Храмове ім'я Нгуєн Кань Тонг.

## Життєпис
Онук імператора Тхієу Чі. Старший син Нгуєн Фук Хонг Кая, куокконга (на кшталт герцога) Кієн, від наложниці Буї Тхі Тхань. Народився 1864 року в Хюе, отримавши ім'я Фук Инг Кі. Відомий також за прізвиськом Чань Монг (за назвою палацу, де народився). Згодом всиновлений разом з братом Фук Инг Дангом імператором Ти Диком, отримавши ім'я Фук Инг Зионг та титул куокконга Кієн-Зян.
У 1885 році після повалення його брата — імператора Хам Нгі оголошений французьким генералом Анрі Русселем де Курсі та генеральним резидентом Луї-Ежен Паласне де Шампо новим правителем Дайнаму під девізом Донг Кхань.
Повністю виявляв покірність французькому резиденту. 1886 року заснував Орден Дракона Аннаму, яким повинні були нагороджувати в'єтнамців та іноземців. Того ж року рішенням французького уряду протекторат Аннаму-Тонкіну передано з підпорядкування міністерства морських справ до міністерства закордонних справ. Франція посилила присутність в Тонкіні. Разом з тим Донг Кхань уклав з новим генеральним резидентом Полем Бера конвенцію, за якою Аннам отримував більшу автономію від втручання французьких чиновників, на відміну від Тонкіна. Проте влада імператора над Тонкіном стала зовсім номінальною. Там утворювалася рада нотаблів з 40 осіб та передавалися значні повноваження чиновнику-кіньлиоку. 1887 року Аннам з імператором увійшов до Французької унії, на чолі якого постав генерал-губернатор.
1889 року імператор Донг Кхань помер від злоякісної малярії. Французький генерал-губернатор поставив новим правителем небожа померлого Тхань Тхая.